# Jade Edmistone
Jade Edmistone (Brisbane (Queensland), 6 februari 1982) is een Australische zwemster, gespecialiseerd op de schoolslag.

## Carrière
Bij haar internationale debuut, op de wereldkampioenschappen kortebaanzwemmen 2004 in Indianapolis, veroverde Edmistone de zilveren medaille op zowel de 50 als de 100 meter schoolslag, beide keren werd ze verslagen door landgenote Brooke Hanson. Daarnaast won ze, als seriezwemster, goud op de 4x100 meter wisselslag. In datzelfde jaar, bij de nationale kampioenschappen op de kortebaan, verbeterde de pupil van trainer John Fowlie het wereldrecord op de 50 school (29,90).
Haar tweede grote internationale toernooi volgde in de zomer van 2005: de wereldkampioenschappen zwemmen 2005 in Montreal, waar Edmistone op de slotdag van het toernooi de wereldtitel opeiste op de 50 school en en passant het wereldrecord op dat onderdeel aanscherpte tot 30,45.
Tijdens de Gemenebestspelen 2006 in Melbourne sleepte de Australische, achter landgenote Leisel Jones, de zilveren medaille in de wacht op zowel de 50 als de 100 meter schoolslag. Enkele weken later nam Edmistone deel aan de wereldkampioenschappen kortebaanzwemmen 2006 in Shanghai, op dit toernooi veroverde ze de gouden medaille op de 50 meter schoolslag en de bronzen medaille op de 100 meter schoolslag. Op de 4x100 meter wisselslag legde ze samen met Tayliah Zimmer, Jessicah Schipper en Libby Lenton beslag op de wereldtitel.
Op de wereldkampioenschappen kortebaanzwemmen 2008 in Manchester sleepte de Australische de zilveren medaille in de wacht op de 100 meter schoolslag, op de 50 meter schoolslag eindigde ze op de vijfde plaats. Op de 4x100 meter wisselslag vormde ze samen met Belinda Hocking, Samantha Hamill en Angie Bainbridge een team in de series, in de finale werd het viertal vervangen door het kwartet: Rachel Goh, Sarah Katsoulis, Felicity Galvez en Alice Mills. Deze vier veroverden de zilveren medaille, voor haar inspanningen in de series werd Edmistone beloond met de zilveren medaille.

## Internationale toernooien
| Jaar | Olympische Spelen | WK langebaan   | WK kortebaan                                                                             | PanPacs       | Gemenebestspelen                 |
| ---- | ----------------- | -------------- | ---------------------------------------------------------------------------------------- | ------------- | -------------------------------- |
| 2004 | geen deelname     |                | 50m schoolslag · 100m schoolslag · 4x100m wisselslag · Edmistone zwom enkel de series    |               |                                  |
| 2005 |                   | 50m schoolslag |                                                                                          |               |                                  |
| 2006 |                   |                | 50m schoolslag · 100m schoolslag · 4x100m wisselslag                                     | geen deelname | 50m schoolslag · 100m schoolslag |
| 2007 |                   | geen deelname  |                                                                                          |               |                                  |
| 2008 | geen deelname     |                | 5e 50m schoolslag · 100m schoolslag · 4x100m wisselslag · Edmistone zwom enkel de series |               |                                  |

## Persoonlijke records
Bijgewerkt tot en met 12 april 2008

### Kortebaan
| Afstand         | Tijd    | Datum             | Plaats     |
| --------------- | ------- | ----------------- | ---------- |
| 50m schoolslag  | 29,90   | 26 september 2004 | Brisbane   |
| 100m schoolslag | 1.04,93 | 12 april 2008     | Manchester |
| 200m schoolslag | 2.25,80 | 3 november 2007   | Sydney     |

### Langebaan
| Afstand         | Tijd    | Datum           | Plaats    |
| --------------- | ------- | --------------- | --------- |
| 50m schoolslag  | 30,31   | 30 januari 2006 | Melbourne |
| 100m schoolslag | 1.07,03 | 3 februari 2006 | Melbourne |
| 200m schoolslag | 2.30,04 | 27 maart 2008   | Sydney    |